# Mark Burgess (Musiker)

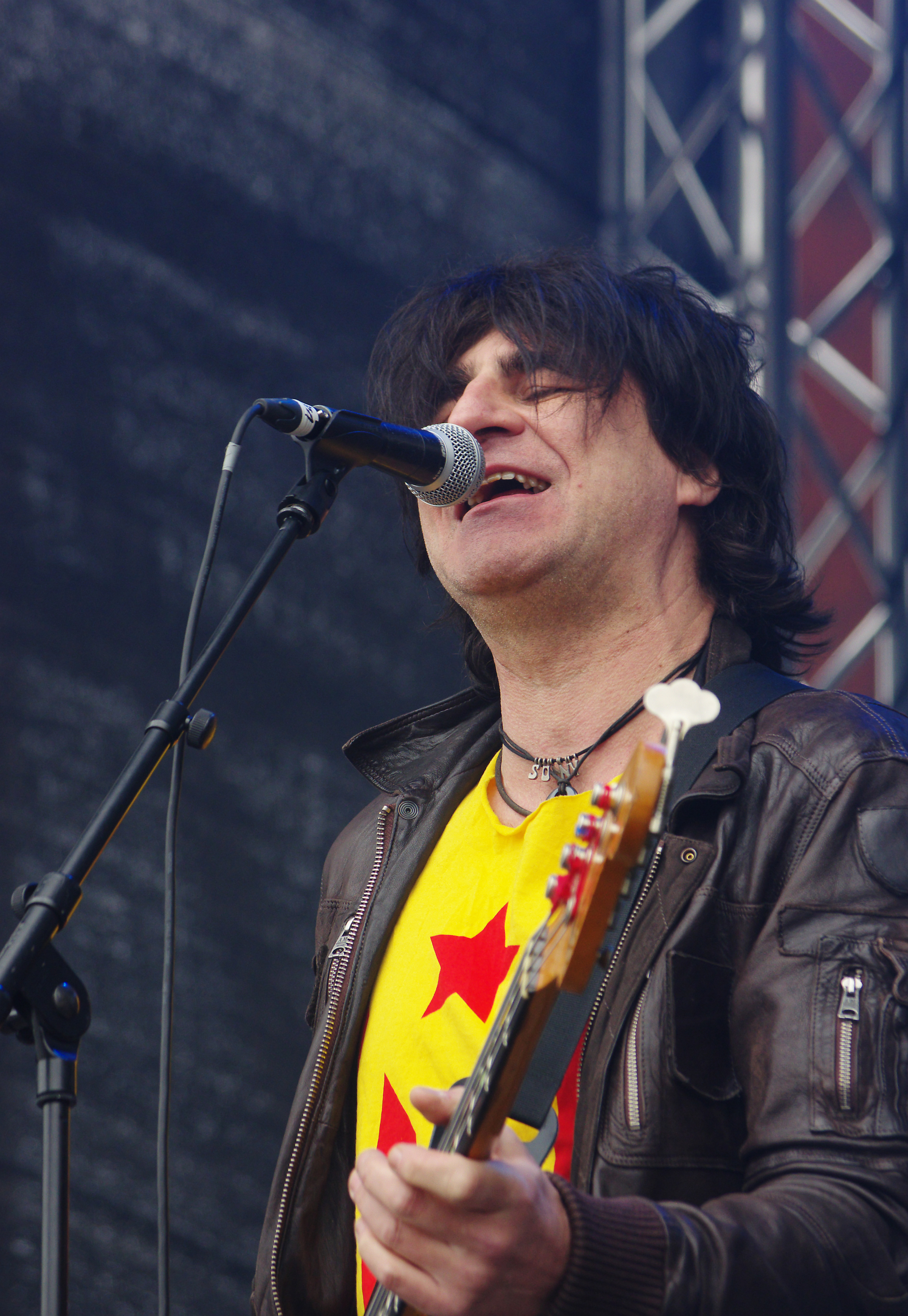
Mark Burgess während des Auftritts von ChameleonsVox bei Rock in den Ruinen 2013

Mark Burgess (* 11. Mai 1960 in Manchester) ist ein britischer Songschreiber, Musiker und Sänger. 

## Biografie
Mark Burgess begann seine musikalische Karriere 1981 als Mitbegründer und Frontmann der britischen Post-Punk-Band The Chameleons. Als sich die Gruppe nach der Veröffentlichung von drei Studioalben 1987 zunächst auflöste, startete er mit seinem vorherigen Bandkollegen John Lever sowie den Musikern Andy Clegg und Andy Whitaker das kurzlebige Projekt The Sun And The Moon. 1988 erschien das Album Le Soleil, La Lune, begleitet von zwei Singles und einer EP (bei der 1999 veröffentlichten Compilation The Great Escape handelt es sich um einen Re-Release des Albums zusammen mit Bonustracks von den Singles und der EP).
Burgess verfolgte daraufhin eine Solokarriere, das erste Album Zima Junction mit seiner Begleitband The Sons Of God erschien 1993. Neben John Lever war hieran auch der Musiker Yves Altana beteiligt, mit dem Burgess in den folgenden Jahren eng zusammenarbeitete. 1995 nahmen sie gemeinsam das Album Paradyning auf. Auch das Projekt Invincible, das 1999 die Platte Venus veröffentlichte, wurde weitestgehend von Burgess und Altana getragen.
Mark Burgess ist ein enger Freund, großer Befürworter und Unterstützer der Band The Convent. Er hat Teile des ersten (1993) und das komplette zweite Album (1994) produziert. Altana wirkte am dritten Album (1996) mit.
Im Jahr 2000 kam es zu einer Reunion von The Chameleons, nach gut zwei Jahren trennte sich die Band erneut. Burgess ging danach zunächst mit dem Projekt Bird auf Tour. 2004 erschien die Compilation Magic Boomerang, die verschiedene Schaffensperioden des Musikers beleuchtete. 2007 veröffentlichte Burgess seine Autobiografie View From A Hill. Zwischen 2007 und 2010 war der Brite außerdem an der Entstehung der ersten drei Alben der Gruppe Black Swan Lane beteiligt. 
Ab 2009 spielten Burgess und Lever Konzerte unter dem Namen ChameleonsVox, bei denen sie mit weiteren Gastmusikern (darunter auch Altana) die alten The Chameleons-Songs live präsentierten. Im November 2013 brachte Burgess mit diesem Projekt vier neue Tracks auf der EP M+D=1(8) heraus, bereits ohne Lever am Schlagzeug, der am 13. März 2017 verstarb. Die aktuelle Besetzung der ChameleonsVox besteht neben Burgess (Gesang/Bass) aus Yves Altana (Schlagzeug), Neil Dwerryhouse (Gitarre) und Chris Oliver (Gitarre).

## Diskografie

### Alben
- 1993: Zima Junction (als Mark Burgess & The Sons Of God, Studioalbum)
- 1994: Spring Blooms Tra-la (als Mark Burgess & The Sons Of God, Livealbum)
- 1994: Manchester 1993 (als Mark Burgess & The Sons Of God, Livealbum)
- 1995: Paradyning (mit Yves Altana, Studioalbum)

### Singles
- 1995: Sin (mit Yves Altana, Single)
- 1995: Always Want (mit Yves Altana, Single)

### Compilations
- 2004: Magic Boomerang

### MitThe Chameleons
siehe The Chameleons

### MitThe Sun And The Moon
- 1988: Le Soleil, La Lune (Studioalbum)
- 1988: The Speed Of Life (Single)
- 1988: Peace In Our Time (Single)
- 1988: Alive, Not Dead  (EP)
- 1999: The Great Escape (Compilation)

### MitInvincible
- 1999: Venus (Studioalbum)

### MitChameleonsVox
- 2013: M+D=1(8) (EP)